# Stulecie odzyskania przez Polskę niepodległości (seria monet)
Stulecie odzyskania przez Polskę niepodległości – seria monet kolekcjonerskich emitowanych przez Narodowy Bank Polski, zainaugurowana 9 listopada 2015 r. dwoma monetami poświęconymi Józefowi Piłsudskiemu. Jej celem jest upamiętnienie 100. rocznicy odzyskania niepodległości przez Polskę, a także osób, które przyczyniły się do odrodzenia ojczyzny w 1918 r.

## Charakterystyka serii

### Monety złote
Awers każdej monety przedstawia wizerunek orła ustalony dla godła Rzeczypospolitej Polskiej na tle promieniście rozchodzących się płaszczyzn. Dodatkowo umieszczono tam również napisy RZECZPOSPOLITA POLSKA, nominał oraz rok emisji.
Na rewersie monety znajduje się wizerunek danej osoby oraz jej imię i nazwisko.
Wszystkie monety mają nominał 100 złotych i są zrobione ze stopu Au 900. Wykonano je stemplem lustrzanym, a na brzegu widnieje napis Stulecie odzyskania przez Polskę niepodległości.

### Monety srebrne
Awers każdej monety przedstawia wizerunek orła ustalony dla godła Rzeczypospolitej Polskiej na tle flagi Polski. Dodatkowo umieszczono tam również napis RZECZPOSPOLITA POLSKA, nominał oraz rok emisji.
Na rewersie monety znajduje się wizerunek danej osoby, jej imię i nazwisko oraz napis Stulecie odzyskania przez Polskę niepodległości.
Wszystkie monety mają nominał 10 złotych i są zrobione ze stopu Ag 925. Wykonano je stemplem lustrzanym, a ich brzegi są gładkie.

## Lista monet
| Lp | Moneta                | Nominał     | Stop   | Wymiary (mm) | Masa (g) | Data emisji          | Nakład | Projekt                                                     | Wizerunek monety |
| -- | --------------------- | ----------- | ------ | ------------ | -------- | -------------------- | ------ | ----------------------------------------------------------- | ---------------- |
| 1  | Józef Piłsudski       | 100 złotych | Au 900 | ⌀ 21,00      | 8,00     | 9 listopada 2015     | 2 500  | Dobrochna Surajewska                                        | awers rewers     |
| 1  | Józef Piłsudski       | 10 złotych  | Ag 925 | 32 × 22,4    | 14,14    | 9 listopada 2015     | 30 000 | Dobrochna Surajewska                                        | awers rewers     |
| 2  | Józef Haller          | 100 złotych | Au 900 | ⌀ 21,00      | 8,00     | 8 listopada 2016     | 2 000  | Dobrochna Surajewska (awers) Sebastian Mikołajczak (rewers) | awers rewers     |
| 2  | Józef Haller          | 10 złotych  | Ag 925 | 32 × 22,4    | 14,14    | 8 listopada 2016     | 20 000 | Dobrochna Surajewska                                        | awers rewers     |
| 3  | Roman Dmowski         | 100 złotych | Au 900 | ⌀ 21,00      | 8,00     | 8 listopada 2017     | 2 000  | Dobrochna Surajewska                                        | awers rewers     |
| 3  | Roman Dmowski         | 10 złotych  | Ag 925 | 32 × 22,4    | 14,14    | 8 listopada 2017     | 20 000 | Dobrochna Surajewska                                        | awers rewers     |
| 4  | Ignacy Jan Paderewski | 100 złotych | Au 900 | ⌀ 21,00      | 8,00     | 30 października 2018 | 2 000  | Dobrochna Surajewska                                        | awers rewers     |
| 4  | Ignacy Jan Paderewski | 10 złotych  | Ag 925 | 32 × 22,4    | 14,14    | 30 października 2018 | 20 000 | Dobrochna Surajewska                                        | awers rewers     |
| 5  | Wojciech Korfanty     | 100 złotych | Au 900 | ⌀ 21,00      | 8,00     | 5 listopada 2019     | 1 500  | Dobrochna Surajewska                                        | awers rewers     |
| 5  | Wojciech Korfanty     | 10 złotych  | Ag 925 | 32 × 22,4    | 14,14    | 5 listopada 2019     | 13 000 | Dobrochna Surajewska                                        | awers rewers     |
| 6  | Wincenty Witos        | 100 złotych | Au 900 | ⌀ 21,00      | 8,00     | 5 listopada 2020     | 1 200  | Dobrochna Surajewska                                        | awers rewers     |
| 6  | Wincenty Witos        | 10 złotych  | Ag 925 | 32 × 22,4    | 14,14    | 5 listopada 2020     | 11 000 | Dobrochna Surajewska                                        | awers rewers     |
| 7  | Ignacy Daszyński      | 100 złotych | Au 900 | ⌀ 21,00      | 8,00     | 4 listopada 2021     | 1 200  | Dobrochna Surajewska                                        | awers rewers     |
| 7  | Ignacy Daszyński      | 10 złotych  | Ag 925 | 32 × 22,4    | 14,14    | 4 listopada 2021     | 11 000 | Dobrochna Surajewska                                        | awers rewers     |